# Killers of the Deep
Killers of the Deep je studiové album anglické rockové skupiny Sharks. Vydáno bylo v lednu roku 2017. První singl z alba, nazvaný „One Last Thrill“, byl zveřejněn již 27. září 2016. V prosinci toho roku byl představen videoklip k písni „Can't Get the Devil Outside of Me“. Později byl zveřejněn také videoklip k písni „Ya Ya Pop“. Jde o první album skupiny Sharks od roku 1995, kdy vyšla deska Like a Black Van Parked on a Dark Curve. Deska byla nahrána na jaře 2016 v londýnském studiu Smokehouse Studios.

## Seznam skladeb
| Pořadí | Název                              | Autor                      | Délka |
| ------ | ---------------------------------- | -------------------------- | ----- |
| 1.     | Ya Ya Pop                          | Parsons, Spedding          | 2:38  |
| 2.     | The Complete History of Soul Music | Parsons, Spedding          | 3:57  |
| 3.     | One Last Thrill                    | Parsons, Spedding          | 4:22  |
| 4.     | Swirl                              | Parsons, Spedding          | 4:05  |
| 5.     | Killer on the New Tube             | Parsons, Spedding          | 4:05  |
| 6.     | Can't Get the Devil                | Trimble, Bartub & Glenland | 3:32  |
| 7.     | Callilia                           | Sharks                     | 3:17  |
| 8.     | Red Red Red                        | Sharks                     | 2:58  |
| 9.     | Cheetah Always Win                 | Parsons, Spedding          | 3:05  |
| 10.    | Music Break Out                    | Parsons, Spedding          | 3:55  |

## Obsazení
- Steve Parsons – zpěv
- Chris Spedding – kytara
- Tosh Ogawa – baskytara
- Nick Judd – klávesy
- Paul Cook – bicí
- Sharks a Jade Danielle Williams – doprovodné vokály